# Club Trouville
O Club Trouville é um clube poliesportivo uruguaio, localizado em Montevidéu. Fundado em 1.º de abril de 1922, o clube leva o nome do bairro onde foi estabelecido. O Trouville é conhecido principalmente por sua equipe de basquetebol, que ao longo dos anos teve um papel significativo no cenário esportivo do país, tendo sido campeão da Liga Uruguaia na temporada de 2005-06.

## Títulos
| Nacionais          | Nacionais | Nacionais  | Nacionais |
| Competição         | Títulos   | Temporadas |           |
| ------------------ | --------- | ---------- | --------- |
| Liga Uruguaia      | 1         | 2005-06    |           |
| Campeonato Federal | 1         | 1945       |           |